# Sypniewo (powiat złotowski)
Sypniewo – wieś w Polsce położona w województwie wielkopolskim, w powiecie złotowskim, w gminie Jastrowie.

## Historia
Założona w 1570 roku. Na początku XX w. była jedną z najbardziej uprzemysłowionych miejscowości w okolicy, bo były tu: 5 rzeźni, 2 młyny, cegielnia, farbiarnia, krochmalnia i mleczarnia. Są to obszary na terenie dawnych fortyfikacji Wału Pomorskiego, na początku lutego 1945 miały tu miejsce ciężkie walki I Armii Wojska Polskiego.
Obecnie centrum wsi ma zwartą zabudowę, przypominającą miasteczko. Pośrodku wsi stoi klasycystyczny kościół pw. Narodzenia NMP z lat 1835-37. Wewnątrz trzy barokowe ołtarze z wcześniejszej świątyni.
W latach 1946–1954 i 1973–1976 miejscowość była siedzibą gminy Sypniewo. W latach 1975–1998 miejscowość należała administracyjnie do województwa pilskiego.
Według danych z 30 czerwca 2011 roku wieś liczyła 1 371 mieszkańców.